# Саричев Геннадій Андрійович
Геннадій Андрійович Саричев (рос. Геннадий Андреевич Сарычев; нар. 14 грудня 1938, с. Усть-Чаришська Пристань, Усть-Пристанський р-н, Алтайський край, РРФСР) — радянський футболіст, виступав на позиції захисника. Після завершення кар'єри — футбольний тренер. Заслужений тренер РРФСР (1984).

## Життєпис
У 12 років розпочав займатися футболом новосибірському «Сибсільмаші». Грав спочатку в нападі, а згодом, замінивши травмованого товариша, став захисником. Мав пропозицію від московського «Динамо», але відмовився не бажаючи сидіти в дублі. У 1960 році бажання грати в команді вищого класу та наполегливі вмовляння Олександра Абрамова привели Саричева в «Крила Рад». Наприкінці кар'єри, з 1967 по 1969 рік, виступав у дніпропетровському «Дніпрі».
У 1987—1988 роках тренував національну збірну Афганістану.
На даний час проживає в Самарі.

## Досягнення

### Як гравця
«Крила Рад»
- Чемпіон РРФСР
  -  Чемпіон (1): 1961

- Кубок СРСР
  -  Фіналіст (1): 1964

- У списку 33-ох найкращих футболістів РРФСР: 1961 (№ 1)

- Майстер спорту СРСР (1961)

### Як тренера
«Крила Рад»
- Чемпіон РРФСР
  -  Чемпіон (1): 1983

- Заслужений тренер РРФСР (1983)

- У списку 10-ти найкращих тренерів РРФСР (1983,1984)

національна збірна Афганістану
- Заслужений тренер Афганістану (1988)

### Інші відзнаки
- Персональна стипендія Російського футбольного союзу за видатні заслуги перед вітчизняним футболом